# Marshallena nierstraszi
Marshallena nierstraszi is een slakkensoort uit de familie van de Horaiclavidae. De wetenschappelijke naam van de soort is voor het eerst geldig gepubliceerd in 1913 door Schepman.